# Trasídeo
Trasídeo ou Trasideu foi um filho de Terone, tirano de Acragas na Sicília (a moderna Agrigento), que sucedeu ao pai mas foi deposto e executado no mesmo ano.

## Antecedentes
Terone, tirano de Acragas, era aliado de Gelão I, tirano de Siracusa; Gelão socorreu Terone quando este foi atacado pelos cartagineses, e derrotou os invasores, na Batalha de Hímera de 480 a.C..

## Tirano de Hímera
No ano da 76a olimpíada, quando Trasídeo, filho de Terone, governava a cidade de Hímera de forma mais tirânica do que devia, seus cidadãos, sem esperanças de reclamar com Terone, enviaram embaixadores da Hierão I, tirano de Siracusa, oferecendo-lhe a cidade e ajuda no ataque a Terone. Hierão, irmão e sucessor de Gelão, estava se preparando para a guerra contra Terone, porque Terone havia recebido como refugiado Polyzelus, irmão de Hierão, que Hierão temia porque ele era muito popular em Siracusa.
Hierão, porém, traiu o povo de Hímera, revelou seus planos a Terone, que prendeu e executou seus opositores e entregou Polyzenus a Hierão.

## Tirano de Acragas
Quatro anos depois, no ano da 77a olimpíada, Terone morreu, após ter sido tirano por dezesseis anos, e foi sucedido por seu filho Trasídeo.
Terone havia governado com equidade, e recebeu grandes favores durante a vida, sendo honrado como heroi após a morte, o filho, porém, era violento e sanguinário, e após a morte do pai governou a cidade sem respeito às leis e em tirania. Trasídeo organizou um exército de mercenários, com cidadãos de Acragas e Hímera, no total de 20.000 de cavalaria e infantaria, e pretendia atacar Siracusa, mas Hierão montou um exército poderoso e marchou contra Acragas. A batalha foi dura, e vários gregos morreram, mas os siracusanos tiveram a vitória, que perderam 2.000 homens, contra 4.000 das forças de Acragas.
Trasídeo, humilhado com a derrota, fugiu para Mégara, na Grécia, onde foi condenado à morte; em Acragas, foi restaurada a democracia.